# Back by Thug Demand
Back by Thug Demand è il settimo, album ufficiale del rapper Trick Daddy, pubblicato nel 2006 dalla Atlantic Records e seguente la pubblicazione di Thug Matrimony: Married to the Streets.

## Il disco
È stato pubblicato negli Stati Uniti il 19 dicembre 2006 ed è giunto in Italia verso inizio 2007.
Il primo singolo, prodotto dai The Runners, è Bet That, realizzato assieme al rapper emergente Chamillionaire e Gold Ru$h. Il secondo singolo è Tuck Ya Ice, e vede la collaborazione con l'ex componente dei Big Tymers Baby e la produzione di Kane Beatz. Entrambi i singoli non sono stati pubblicati in Italia.
Gli altri featuring più importanti dell'album sono quelli di Young Buck nel pezzo Straight Up, Webbie in Booty Do, Jaheim e Trina in Tonight, 8 Ball e Trey Songz in So High e The Notorious B.I.G. in Duck Down (una delle bonus track dell'album).
Tra le produzioni più importanti vi sono quelle di Kevin "Khao" Cates (il quale aveva già contribuito alle produzioni di pezzi di altri artisti quali T.I., Young Jeezy e Young Dro), Mannie Fresh (anche questo, come Baby, ex membro dei Big Tymers) e Big D.
L'album ha venduto negli USA oltre le 87 000 copie, poche se paragonate a quelle delle vendite degli album precedenti.

## Tracce
1. The Big Pookie Interview - 0:50
2. Breaka, Breaka - 3:34
3. Straight Up (featuring Young Buck) - 4:19
4. The Commentator (Skit) - 1:29
5. Bet That (featuring Chamillionaire & Gold Ru$h) - 3:52
6. 10-20-Life - 4:59
7. Tuck Ya Ice (featuring Baby) - 4:23
8. Booty Doo (featuring Webbie & International Jones) - 4:18
9. Born a Thug - 4:18
10. TDD (Skit) - 1:00
11. Lights Off (featuring International Jones) - 3:39
12. Tonight (featuring Jaheim & Trina) - 4:24
13. You Damn Right (featuring The Dunk Ryders & Skky) - 5:01
14. Chevy (featuring Young Steff) - 4:05
15. So High (featuring Trey Songz & 8 Ball) - 4:29
16. Drop (Low, Low, Low) (iTunes bonus track) - 3:03
17. Duck Down (featuring Plies & Notorious B.I.G.) (iTunes Bonus track) - 4:25
18. I Pop (iTunes Bonus track) - 2:55